# Auerodendron acunae
Auerodendron acunae är en brakvedsväxtart som beskrevs av A. Borhidi och O. Muniz. Auerodendron acunae ingår i släktet Auerodendron och familjen brakvedsväxter. Inga underarter finns listade i Catalogue of Life.